# 费莱塞唐
费莱塞唐（法語：Fay-les-Étangs，法語發音：[fɛ le.z‿etɑ̃]）是法国瓦兹省的一个市镇，属于博韦区。

## 地理
费莱塞唐（49°14'46"N, 1°56'23"E）面积8.47 平方千米，位于法国上法蘭西大區瓦兹省，该省份为法国北部内陆省份，北起索姆省，西接厄尔省和滨海塞纳省，南至塞纳-马恩省和瓦兹河谷省，东临埃纳省。
与费莱塞唐接壤的市镇（或旧市镇、城区）包括：弗勒里、利扬库尔圣皮埃尔、洛孔维尔、图尔利、韦克桑地区拉科尔讷。

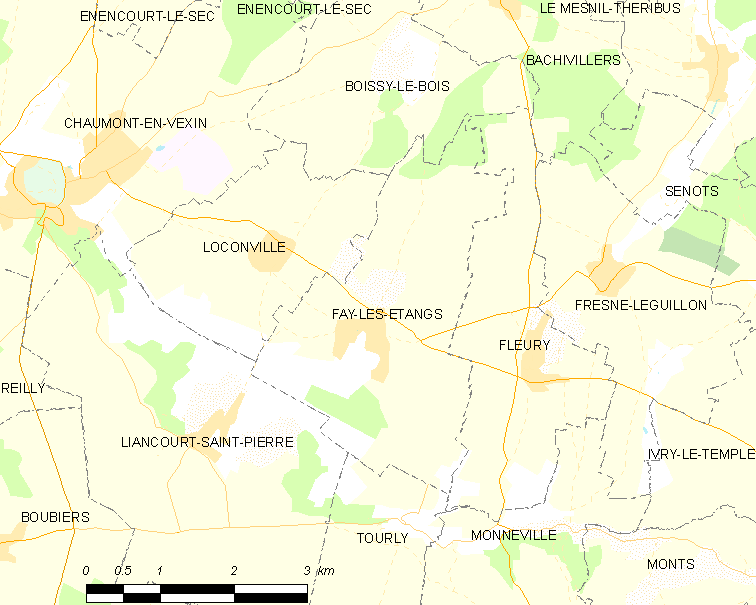
费莱塞唐的OSM定位图

费莱塞唐的时区为UTC+01:00、UTC+02:00（夏令时）。

## 行政
费莱塞唐的邮政编码为60240，INSEE市镇编码为60228。

## 政治
费莱塞唐所属的省级选区为韦克桑地区肖蒙县。

## 人口

1962-2008年间费莱塞唐人口变化图示

费莱塞唐于2022年1月1日时的人口数量为470人。